# Colpi di luce
Pour plus de détails, voir Fiche technique et Distribution.
Colpi di Luce est un film italien réalisé par Enzo G. Castellari sorti en 1985.

## Synopsis
Le docteur Yuri Svoboda, un savant fou, utilise un rayon désintégrateur de son invention pour semer la destruction dans la ville de San Francisco et menace de continuer si ses exigences en dollars ne sont pas satisfaites. Ronn Warren, un courageux inspecteur de police de San Francisco s'efforcera de contrecarrer ses plans.

## Fiche technique
Sauf indication contraire, les informations mentionnées dans cette section peuvent être confirmées par la base de données cinématographiques IMDb,  présente dans la section « Liens externes ».
- Titre original : Colpi di Luce
- Réalisateur : Enzo G. Castellari
- Scénariste : Enzo G. Castellari, Tito Carpi
- Assistants au réalisateur : Rocky Capella, Giuseppe Giglietti
- Photographie : Sergio D'Offizi
- Montage : Gianfranco Amicucci
- Musique : Guido De Angelis, Maurizio De Angelis
- Maquillage : Giuseppe Banchelli
- Producteurs : Galliano Juso, Paul J. Kelly, Achille Manzotti
- Sociétés de production : Faso Film, Metrofilm
- Pays de production :  Italie
- Langue de tournage : italien
- Format : Couleur - 1,66:1 - Son mono - 35 mm
- Genre : Film d'action fantastique
- Durée : 86 minutes (1h26)
- Date de sortie :
  - Italie : 13 août 1985

## Distribution
- Erik Estrada : inspecteur du SFPD Ronn Warren
- Ennio Girolami : Dr Yuri Svoboda
- Michael Pritchard : Swann
- Peggy Rowe : Jacqueline
- Bob Taylor :
- Massimo Vanni : le policier
- Louis Geneva :
- Taddeus Golas :
- Francesca Giordani :
- Robert Paul Weiss :